# 壱岐市ケーブルテレビ
壱岐市ケーブルテレビ（いきしケーブルテレビ）は、長崎県壱岐市の区域をサービスエリアとする公設民営ケーブルテレビ局である。
2011年4月1日開局。現在は光ネットワーク株式会社（本社・熊本県高森町）が地方自治法に基づく指定管理者となり、2020年4月1日よりサービスを実施。

## 概要

### 設立の背景
壱岐市においては市の区域の3分の1が地上デジタルテレビ放送を視聴出来ない地域であるという問題とインターネット環境が不十分である問題があった。この為、似た事情を抱えた対馬市同様「地域情報格差を是正すること」を目的としてケーブルテレビによる情報通信整備を行うことにした。

### 整備の概要
市の区域に光ケーブルを張り巡らし、壱岐島以外の大島、長島、原島の島民のために光海底ケーブルの敷設を行う。壱岐 - 本土間についてもNTTの海底光ケーブルを利用し、本土と変わらない通信速度を実現させる。

### サービス内容
- サービスはテレビ放送とインターネット・IP電話・FM防災無線の4種類である。ただし、既存のCATV局を拡張した対馬と異なり1から立ち上げた為、テレビ放送については最初からデジタル放送のみのサービスとなる。こうしたケースは全国的にも珍しい。

1. デジタルテレビ放送
月額1,000円（NHK受信料、有料衛星放送視聴料は別途自己負担）。
2. インターネット接続サービス
通信速度 30Mbps（月額3,000円）、通信速度 100Mbps（月額4,000円）
3. IP電話
番号ポータビリティや緊急通報（110、119等）に通話可能なプライマリIP電話（ケーブルライン）。
4. FM告知端末
既存の防災無線に替わる端末で、全国瞬時警報システム（J-Alert）やFMラジオを受信できる。

## 沿革
- 2010年（平成22年）

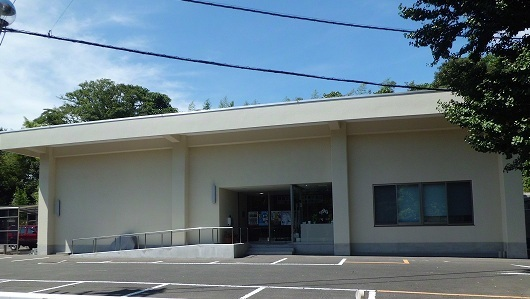
壱岐市ケーブルテレビセンター（旧・壱岐観光会館）

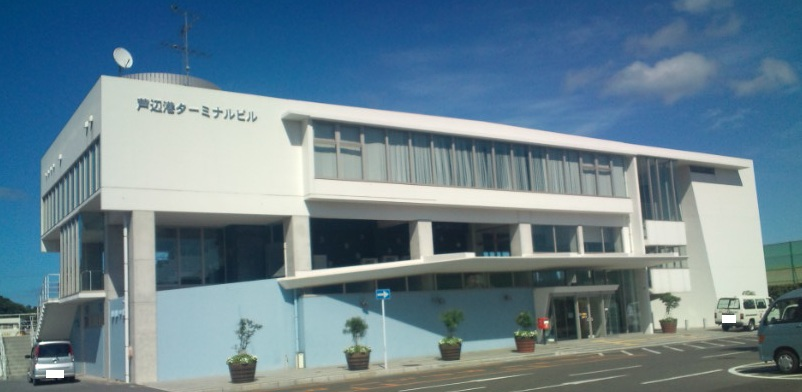
壱岐ビジョン株式会社本店が入居していた芦辺港ターミナルビル

  - 8月 - 壱岐市郷ノ浦町郷ノ浦（旧・弁護士センター）に関西ブロードバンド壱岐営業所を開設。
  - 10月28日 - 壱岐ビジョン株式会社が設立される。
  - 11月 - 壱岐市郷ノ浦町本村触（旧・壱岐郡会館跡）に壱岐市ケーブルテレビセンターが完成し、関西ブロードバンド壱岐営業所と壱岐ビジョンの事務所が移転。
- 2011年（平成23年）
  - 2月7日 - 壱岐ビジョン株式会社本店が芦辺町箱崎中山触の芦辺港ターミナルビル2階に移転し、業務を開始。
  - 4月1日 - 壱岐市ケーブルテレビが開局。資材調達の遅れ等の要因で、全島一斉開始がこの日に間に合わなかったため、整備された地域から順次開始されていった。
  - 5月10日 - 壱岐エフエムを開局。
  - 6月 - NHK福岡の送信を開始。地元放送ikiチャンネルにおいて、壱岐市議会の中継を開始。
- 2012年（平成24年）8月1日 - 市内に2店（郷ノ浦店・芦辺店）あったビジョンショップを1店（郷ノ浦店）に統合。
- 2020年（令和2年）
  - 3月31日 - 壱岐ビジョン株式会社による管理業務終了[1]。
  - 4月1日 - 新指定管理会社に光ネットワーク株式会社が就任し本サービスを開始。

## 主な放送チャンネル
福岡各局は区域外再放送。福岡タワーなどから直接電波が届く地域もそれなりにあった為、県内他地域に比べ認められた局が多い。

### 地上波系列別再送信局
| NHK-G           | NHK-E   | NNN / NNS               | ANN                       | JNN                  | TXN         | FNN / FNS               | JAITS |
| --------------- | ------- | ----------------------- | ------------------------- | -------------------- | ----------- | ----------------------- | ----- |
| NHK長崎 NHK福岡 | NHK長崎 | 長崎国際テレビ 福岡放送 | 長崎文化放送 九州朝日放送 | 長崎放送 RKB毎日放送 | TVQ九州放送 | テレビ長崎 テレビ西日本 |       |

### テレビジョン放送
| チャンネル(ch) | 放送局                    |
| -------------- | ------------------------- |
| D011(1)        | NHK長崎総合               |
| D011-1(6)      | KBC九州朝日放送           |
| D021(2)        | NHK長崎Eテレ              |
| D031(3)        | NBC長崎放送               |
| D031-1(13)     | NHK福岡総合               |
| D041(4)        | NIB長崎国際テレビ         |
| D041-1(9)      | RKB毎日放送               |
| D051(5)        | NCC長崎文化放送           |
| D051-1(10)     | FBS福岡放送               |
| D071(7)        | TVQ九州放送               |
| D081(8)        | KTNテレビ長崎             |
| D081-1(12)     | TNCテレビ西日本           |
| D111(11)       | ikiチャンネル（自主放送） |
| D112           | ikiチャンネル（議会中継） |
| B101           | NHK BS                    |
| B141 - 143     | BS日テレ                  |
| B151 - 153     | BS朝日                    |
| B161 - 163     | BS-TBS                    |
| B171 - 173     | BSテレ東                  |
| B181 - 183     | BSフジ                    |
| B191 - 193     | WOWOW                     |
| B211           | BS11デジタル              |
| B222           | TwellV                    |
|                |                           |

### CSチャンネル
一般的な他局とは異なり、全国的にも珍しいスカパー!（旧：スカパー!e2）の（CS-IF変換による）パススルーを実施。視聴するにはスカパー!との視聴契約が必要となる。

## アナウンサー

### 現在
- 野上麗（2012年10月 - 2014年3月、2024年4月 - ）

### 過去
- 石原敬子（2011年4月 - 2012年9月）
- 宮島明子（2011年4月 - 2013年2月）
- 加来いずみ（2013年3月 - 4月）
- 井山裕貴（2013年4月 - 2014年9月頃）
- 増井翔太（2014年8月頃 - 9月頃）（アナウンサー職以外ではこれ以外の期間も在籍）
- 松永美咲（2014年4月 - 2015年4月第1週頃）
- 田代梓奈（2015年1月頃 - 2016年2月、正式入社は同年4月 - ）
- 後藤麻希子（2014年11月頃 - 2016年6月頃）
- 佐藤万里奈（2016年4月 - 6月頃）
- 里村泰輔（2016年3月 - 2019年3月）
- 福永拳（2016年4月 - 2019年3月）
- 碇山静梨（2016年11月頃 - 2020年3月[2]）
- 戸塚貴子（2020年9月 - 2024年5月頃）

## リポーター
- AYAKA（2020年4月 - ）
- 佑佳（2020年4月 - ）
- あわたかれん（2020年4月 - ）

## イメージキャラクター
- 開局前の2010年12月に公募し、翌2011年3月に決定。
  - 名前は「ライト君」と「ピットちゃん」
  - 開局年（2011年）の干支にちなみ、ウサギのキャラクター。
  - 顔のパーツでケーブルテレビのCATVを表現している（目が「c」と「a」、鼻が「t」、口が「v」）。
  - 腰には壱岐の地図が載った黄色のベルトをしている。
  - 服の色は基本が白で、スカーフ・手袋・ブーツの色が異なる（「ライト君」が黄色、「ピットちゃん」がピンク）。